# Pluimzakdrager
De pluimzakdrager (Ptilocephala plumifera) is een vlinder uit de familie van de zakjesdragers (Psychidae). 
De seksuele dimorfie van de soort is dat de mannetjes vleugels hebben en de vrouwtjes niet. 